# Creatures of the Night
Creatures of the Night è il decimo album dei Kiss pubblicato il 13 ottobre del 1982. Si tratta dell'ultimo album che i Kiss hanno pubblicato per l'etichetta discografica Casablanca Records.

## Il disco
Registrato durante il periodo in cui il gruppo era al punto più basso della sua popolarità (era stato pubblicato già da un anno il fallimentare concept album Music from "The Elder"), l'album registra un ritorno alle sonorità hard rock\heavy metal che nel decennio precedente avevano contribuito al successo della band.
All'inizio delle registrazioni dell'album, i Kiss erano praticamente rimasti in tre a causa dell'abbandono di Ace Frehley, non conforme al nuovo stile musicale adottato dal gruppo. Ciononostante il chitarrista sarà ritratto nella copertina dell'album e accreditato nelle note. Il suo posto verrà preso ufficialmente da Vinnie Vincent (che sarà presente come chitarrista solista in gran parte delle tracce e che collaborerà nella stesura dei testi nonostante non sia accreditato nelle note), nonostante Frehley compaia ancora con il gruppo in video promozionali come quello del brano I Love It Loud (sua ultima apparizione coi Kiss prima della reunion). In due brani, la title track e I still love you, verrà ingaggiato Robben Ford come chitarra solista.
Nonostante le buone previsioni l'album, pur vendendo più copie di Music from "The Elder", si tradurrà inizialmente in un parziale fallimento commerciale, che provocherà anche la cancellazione di molte date del tour del gruppo negli Stati Uniti. Solamente in tempi recenti l'album è stato giudicato dai fans del gruppo uno dei migliori mai registrati dalla band.
Questo album segna la fine dell'era in cui i Kiss compaiono truccati, oltre a un netto ritorno al genere glam metal, alla cui nascita loro stessi hanno dato un grande contribuito. Riprenderanno l'uso delle maschere con la reunion sul finire degli anni novanta, a partire dal disco Psycho Circus.

## Tracce
1. Creatures of the Night (Stanley, Mitchell) 4:01
  - Voce solista: Paul Stanley
2. Saint and Sinner (Simmons, Japp) 4:50
  - Voce solista: Gene Simmons
3. Keep Me Comin'  (Stanley, Mitchell) 4:00
  - Voce solista: Paul Stanley
4. Rock and Roll Hell (Simmons, Adams, Vallance) 4:08
  - Voce solista: Gene Simmons Chitarra solista Robben Ford.
5. Danger (Stanley, Mitchell) 3:55
  - Voce solista: Paul Stanley
6. I Love It Loud (Simmons, Vincent) 4:12
  - Voce solista: Gene Simmons
7. I Still Love You (Stanley, Vincent) 6:06
  - Voce solista: Paul Stanley Chitarra solista Robben Ford.
8. Killer (Simmons, Vincent) 3:19
  - Voce solista: Gene Simmons
9. War Machine (Simmons, Adams, Vallance) 4:13
  - Voce solista: Gene Simmons

## Formazione
- Gene Simmons - basso, voce principale, voce secondaria, chitarra ritmica
- Paul Stanley – chitarra ritmica, voce principale, voce secondaria
- Ace Frehley – chitarra solista (accreditato, ma non presente nelle registrazioni dell'album)
- Eric Carr - batteria, basso nella traccia 7, voce secondaria

### Altri musicisti
Tutti i musicisti elencati di seguito, pur partecipando alle registrazioni, non sono stati accreditati nelle note dell'album.
- Vinnie Vincent - chitarra solista nelle tracce 2, 3, 5, 6, 8, 9; voce secondaria.
- Robben Ford - chitarra solista nelle tracce 4, 7.
- Adam Mitchell - chitarra ritmica nella prima traccia.
- Mike Porcaro - basso nella prima traccia.
- Steve Ferris - chitarra solista nella prima traccia.
- Jimmy Haslip - basso nel brano 5.

## Classifiche
| Classifica (1982) | Posizione massima |
| ----------------- | ----------------- |
| Australia         | 33                |
| Germania          | 42                |
| Italia            | 25                |
| Norvegia          | 31                |
| Paesi Bassi       | 34                |
| Regno Unito       | 22                |
| Stati Uniti       | 45                |
| Svezia            | 22                |

| Classifica (2022) | Posizione massima |
| ----------------- | ----------------- |
| Austria           | 75                |
| Belgio (Fiandre)  | 155               |
| Belgio (Vallonia) | 103               |
| Giappone          | 40                |
| Scozia            | 48                |
| Svezia            | 43                |
| Svizzera          | 35                |